# Mantenibilidad
Dependiendo del campo, mantenibilidad puede tener significados ligeramente diferentes:

## Ingeniería
En ingeniería, la mantenibilidad es la facilidad con la que se puede mantener un producto para:
- corregir los defectos o su causa,
- reparar o reemplazar los componentes defectuosos o desgastados sin tener que reemplazar las piezas que aún funcionan,
- prevenir condiciones de trabajo inesperadas,
- maximizar la vida útil del producto,
- maximizar la eficiencia, la fiabilidad y la seguridad,
- cumplir con nuevos requisitos,
- facilitar el mantenimiento futuro,
- hacer frente a un entorno cambiante.

En algunos casos, la mantenibilidad implica un proceso de mejora continua: aprender del pasado para mejorar la capacidad de mantener los sistemas o mejorar la confiabilidad de los sistemas en función de la experiencia de mantenimiento.

## Telecomunicaciones
En telecomunicaciones y en varios otros campos de la ingeniería, el término mantenibilidad tiene los siguientes significados:
- Una característica de diseño e instalación, expresada como la probabilidad de que un elemento se mantenga o se restaure a una condición específica dentro de un período de tiempo dado, cuando el mantenimiento se realiza mediante los procedimientos y recursos prescritos.
- La facilidad con la que se puede realizar el mantenimiento de una unidad funcional mediante los requisitos prescritos.

## Software
En ingeniería de software, estas actividades se conocen como mantenimiento de software (véase ISO/CEI 9126). Algunos conceptos estrechamente relacionados en el dominio de la ingeniería de software son: la capacidad de evolución, la modificabilidad, la deuda técnica y la hediondez del código.
El índice de mantenibilidad se calcula con ciertas fórmulas a partir de métricas de líneas de código, complejidad ciclomática y complejidad de Halstead.
La medición y el seguimiento de la mantenibilidad están destinados a ayudar a reducir o revertir la tendencia de un sistema hacia la "entropía del código" o la degradación de la integridad, así como a indicar cuándo se vuelve más barato y/o menos arriesgado reescribir el código que modificarlo.